# Tambourine (album)
Tambourine è il secondo album in studio della cantante country alternativo Tift Merritt. È stato pubblicato nel 2004 dalla Lost Highway Records e le è valso una nomination ai Grammy Award per il miglior album country.

## Tracce
1. Stray Paper – 3:52
2. Wait it Out – 3:34 (Tift Merritt, Jay Joyce)
3. Good Hearted Man – 3:39
4. Ain't Looking Closely – 4:23
5. Still Pretending – 3:40
6. Write My Ticket – 3:42
7. Your Love Made a U-Turn – 2:33 (McClinton Osbie Burnett)
8. Plainest Thing – 3:30
9. Late Night Pilgrim – 4:23
10. I Am Your Tambourine – 3:42
11. Laid a Highway – 3:51
12. Shadow in the Way – 4:42